# Çerkez tavuğu
Çerkez tavuğu o Çerkes tavuğu (pollastre a la circassiana en turc) és un plat de la cuina turca fet amb carn de pollastre bullit, nous, all, una mica de molla del pa, oli, espècies i sal. És com un paté (vege imatge de la font) i es menja fred, per això es pot considerar un meze o entrant.

## Reconeixement internacional gastronòmic
Çerkez tavuğu és un dels plats turcs que han entrat al llibre "1.000 Foods To Eat Before you Die".